# 2010 EQ65
2010 EQ65 est un objet du disque des objets épars.

## Caractéristiques
2010 EQ65 mesure environ 200 kilomètres de diamètre.